# Comisión Nacional de Cultura
La Comisión Nacional de Cultura, fue creada por Decreto Supremo No. 099-2001-PCM como Comisión de Alto nivel dependiente de la Presidencia de la República y tuvo como finalidad elaborar una propuesta de Política Cultural del país para ser impulsada y ejecutada desde el Estado mediante las instancias pertinentes.  La principal labor de la Comisión Nacional de Cultura fue la elaboración de un documento base de propuesta de Política Cultural del país, considerando tres ámbitos fundamentales: Patrimonio Cultural, Ciencia y Tecnología y Creación Cultural.  

## Historia
En el año 2001, el Gobierno de Alejandro Toledo crea la Comisión Nacional de Cultura, presidida por el artista y activista social Víctor Delfín.  Esta Comisión tuvo como encargo la preparación de los Lineamientos de Política Cultural.  Estos lineamientos señalaban la necesidad de la creación del Ministerio de Cultura, sin embargo, pese a los reiterados ofrecimientos públicos durante su mandato, Alejandro Toledo no formalizó legalmente su creación. La Comisión Nacional de Cultura tuvo una activa labor hasta finales del año 2003, sin embargo, durante la gestión del primer ministro  Carlos Ferrero Costa esta fue desactivada.

## Equipos de Trabajo y Principales Acciones
La Comisión estuvo presidida por el escultor peruano Víctor Delfín y estuvo conformada originalmente por 15 miembros: Armando Robles Godoy, Álvaro Roca Rey Miró Quesada, Edgardo Rivera Martínez, Antonio Peña Cabrera, Giovanna Pollarolo Giglio, Celso Garrido Lecca, Leonor Cisneros, Luis Guillermo Lumbreras, Leslie Lee, José-Carlos Mariátegui, Nelson Manrique, Luis Peirano, Benjamín Marticorena, Sonia Seminario, Fernando Bryce Lostaunau. Muchos de sus miembros (como Benjamín Marticorena, Leonor Cisneros o Luis Lumbreras) tuvieron cargos importantes dentro de diferentes organismos del Estados durante el Gobierno de Alejandro Toledo.
De acuerdo a sus atribuciones y para cumplir con los objetivos propuestos, la Comisión Nacional de Cultura decidió la formación de tres equipos funcionales conformados por los comisionados: Equipo proponente de la estructura institucional; Equipo proponente de Casas de Ciencia y Cultura; Equipo organizador del fondo nacional para ciencia y cultura. Se trabajo siempre en estrecha colaboración con el Congreso de la República
De esta forma, entre las principales acciones que desarrolló la Comisión Nacional de Cultura durante su corto mandato se encuentran:
1.	I Consulta Nacional Autoafirmación y Creatividad Cultural.
2.	Formulación de los lineamientos para una política cultural del Perú.
3.	Revisión de la ley del patrimonio cultural. (participación en las comisiones de trabajo y estrecha colaboración con el Congreso)
4.	Revisión de la ley del Libro (participación en las comisiones de trabajo y estrecha colaboración con el Congreso)
5.	Revisión de Ley del Artista (participación en las comisiones de trabajo y estrecha colaboración con el Congreso)
6.	Reuniones técnicas continuas para planteamiento del la estructura estatal de fomento de la cultura, ciencia y tecnología.
7.	Diseño del programa de difusión de las propuestas de la Comisión Nacional de Cultura.
8.	Reuniones técnicas continuas para plantear el proyecto de Casas de Ciencia y Cultura.
9.	Reuniones técnicas continuas para organizar el Fondo Nacional de ciencia y Cultura.

## Lineamientos para una Política Cultural del Perú
El documento base, titulado “LINEAMIENTOS PARA UNA POLÍTICA CULTURAL DEL PERÚ”, elaborado por los miembros de la Comisión Nacional de Cultura, tenía como objetivo fundamental la creación de un sistema nacional de promoción de la creación cultural a través de la conformación de las Casas de la Cultura a lo largo del territorio nacional así como su filosofía de acción. El proyecto propuso una política de democratización de la cultura, dentro del marco del reconocimiento del Perú como país pluricultural y multiétnico, poniendo en práctica una opción descentralista y de integración, con participación activa de todos los sectores de la población, donde el papel transversal de la cultura en los planes de desarrollo sostenido sea reconocido y atendido.
El documento fue consultado y difundido para que de este se desprendan las estrategias a seguir a nivel ejecutivo para el funcionamiento y procedimientos de la creación de las Casas de la Cultura y así como la articulación de los diversos organismos que en aquel momento eran los encargados de la ejecución de la política cultural del país (INC, CONCYTEC y Ministerio de Educación) para ser redefinidos dentro de un nuevo esquema conjunto.
El documento también significaba un paso previo a la creación del Ministerio de Cultura. Tanto la Propuesta de Ley que creaba el Ministerio de Cultura, así como de un Fondo Nacional del Cultura (FONFO PRO-CULTURA) que provea los recursos económicos necesarios para la ejecución de los proyectos de desarrollo cultural, fueron propuestos al Presidente Alejandro Toledo en carta del 18 de enero de 2002.

## Casas de la Cultura
Durante el trabajo de la Comisión Nacional de Cultura, el proyecto más importante fue el de la definición de las Casas de la Cultura, renombradas como Casas de Ciencia y Cultura (CCC). Las CCC eran concebidas un instrumento clave para la construcción de una comunidad nacional con sentido de sí misma, para la democratización de la política y gestión cultural y para lograr las metas de desarrollo. A través de ellas se lograrían varios objetivos: En primer lugar, reconocer la importancia de las diversas culturas de los peruanos otorgándoles respaldo y vitalidad. En segundo lugar, incentivar y apoyar a la sociedad civil local a asumir iniciativas, tomar decisiones y ejecutar proyectos de promoción tanto de ciencia como de cultura. En tercer lugar, lograr la participación en la promoción y planificación cultural, donde se involucre a los especialistas locales, a los representantes locales de las dependencias del Estado y los representantes de las empresas a nivel local. En cuarto lugar, permiten que las artes, ciencias y tecnologías, como campos del quehacer cultural creativo, confluyan productivamente en la perspectiva del desarrollo local. Hoy se puede decir que el Programa de Puntos de Cultura es similar a dicha iniciativa.

## I Consulta Nacional Autoafirmación y Creatividad Cultural
En el año 2002 la Comisión Nacional de Cultura desarrolló un importante diagnóstico situacional realizado a través de la I Consulta Nacional “Autoafirmación y Creatividad Cultural”, realizado en Lima, Ayacucho, Trujillo y Tarapoto, con auspicio del Banco Mundial; que tuvo como finalidad realizar una amplia convocatoria a los creadores de ciencia y cultura en todos los campos, a fin de recoger sus propuestas y recomendaciones para la elaboración de un proyecto de Plan de Desarrollo Cultural del país, así como para el establecimiento de un diagnóstico de la situación de nuestra cultura e identificar a los creadores de cultura que puedan integrar más adelante las Casas de la Cultura en todo el país. Fuera del Encuentro Nacional de Cultura que se realiza desde hace 5 años, el Estado Peruano ha sido incapaz de desarrollar a la fecha una consulta de similares proporciones.